# Dumitru Cioflină

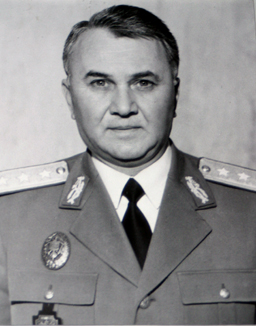
Generalul Dumitru Cioflină.

Dumitru Cioflină (n. 16 iunie 1942, orașul Strehaia, județul Mehedinți) este un general de armată român, care a îndeplinit funcția de șef al Marelui Stat Major al Armatei Române (1991-1997).

## Biografie
Dumitru Cioflină s-a născut la data de 16 iunie 1942, în orașul Strehaia (județul Mehedinți). A absolvit Liceului Militar „Dimitrie Cantemir” din Breaza (1956-1960), apoi Școala Militară Superioară de Ofițeri Activi "Nicolae Bălcescu" din Sibiu (1960-1964) și Academia Militară (1973-1975). 
După absolvirea școlii de ofițeri, a fost încadrat în funcția de comandant pluton în Regimentul 3 Infanterie (1964), ulterior comandant pluton mitraliere antiaeriene în Regimentul 21 Mecanizat, comandant de pluton și apoi de companie în Batalionul 22 Vânători de Munte (1965-1967), după care a fost numit în secretariatul Comandamentului Armatei a 3-a, unde a activat până în anul 1973.
Absolvind și Academia Militară, devine ofițer de stat major și este numit șef de stat major la Batalionul 22 Vânători de Munte (1975 - 1977), apoi comandant al Batalionului 27 Vânători de Munte (1977-1980). 
Ulterior, Dumitru Cioflină a îndeplinit funcțiile de șef al cercetării în Brigada 4 Vânători de Munte și șef de stat major al Brigăzii 2 Vânători de Munte (1980 - 1985); șef al secției pregătire de luptă și șef al secției operații din Comandamentul Armatei a 3-a; comandantul Diviziei 2 Mecanizate (ian. - oct. 1990); prim-adjunct al M.I. (14 - 16 iunie 1990), comandantul Armatei a 3-a (oct. 1990 - ian. 1991).

## Șef alStatului Major General
În ianuarie 1991, a fost numit secretar de stat și șef al Departamentului pentru Învățământ, Știință și Cultură din Ministerul Apărării Naționale.
Apoi, la data de 3 mai 1991, generalul-locotenent Dumitru Cioflină este numit în funcția de secretar de stat și șef al Marelui Stat Major al Armatei Române, pe care a îndeplinit-o până la data de 22 ianuarie 1997. După cum o caracterizează el însuși, "a fost o perioadă complexă, marcată, în limite controlabile, de imprevizibil, de unele indecizii, de manifestări izolate de rezistență la schimbare". În timpul mandatului său, Marele Stat Major și-a schimbat titulatura în cea de Statul Major General (denumirea sa istorică).  
Generalul-locotenent Dumitru Cioflină a fost înaintat la gradul de general-colonel (cu 3 stele) la 21 octombrie 1994 . 
În calitate de șef al Statului Major General, generalul Cioflină a inițiat și condus procesul de restructurare și modernizare a armatei conform noilor opțiuni politice ale statului român. În timpul mandatului său, s-a semnat actul de aderare al României în Parteneriatul pentru Pace al NATO, țara noastră fiind primul stat care a semnat documentele de aderare la acest important sistem politico-militar. 
Între anii 1997-2001, a îndeplinit funcția de comandant (rector) al Academiei de Înalte Studii Militare din București (astăzi redenumită ca Universitatea Națională de Apărare). În acest interval a fost înaintat la gradul de general de armată (cu 4 stele) la 25 octombrie 2000 . 
Generalul Dumitru Cioflină a fost trecut în rezervă la 1 octombrie 2001.  Tot atunci, a fost numit în funcția de consilier de stat pe probleme de apărare al primului ministru, Adrian Năstase. 
La data de 5 octombrie 2006, generalul (r) Dumitru Cioflină a fost pus sub învinuire de procurorii DNA, fiind acuzat de abuz în serviciu contra intereselor publice, alături de fostul ministru al apărării, Victor Babiuc. Ei sunt acuzați, în dosarul schimbului de terenuri dintre Ministerul Apărării Naționale și latifundiarul Gigi Becali, că l-au ajutat pe finanțatorul clubului de fotbal Steaua, să schimbe, în anii 1995-1997, un teren de 32 hectare din comuna Ștefăneștii de Jos (județul Ilfov), cu unul similar ca dimensiuni, dar mult mai scump, situat în comuna Voluntari (astăzi oraș, județul Ilfov), zonă din apropierea Capitalei, considerată de lux. Prejudiciul calculat se ridica la momentul respectiv la aproximativ 3 milioane de dolari. 
Dumitru Cioflină era cel care a înaintat Consiliului Suprem de Apărare a Țării o scrisoare prin care armata solicita și argumenta necesitatea schimbului de terenuri. Solicitarea era motivată de intenția de a construi în Ștefănești o locație militară importantă care n-a fost ridicată niciodată. În plus, generalul Dumitru Cioflină era cumnat cu primarul de atunci din Ștefănești. 
La 22 mai 2013, Dumitru Cioflina a fost condamnat, alaturi de Gigi Becali si Victor Babiuc, la doi ani de închisoare în dosarul schimbului de terenuri cu MApN.

## Activitatea științifică
Dumitru Cioflină a desfășurat o bogată activitate științifică în domeniul strategiei, al artei operative, al istoriei militare, al managementului resurselor umane și materiale, concretizate în:
- coordonarea lucrărilor 
- Arta operativă, încotro ?
- Destine la răscruce. Șefii Marelui Stat Major în 1941-1945

- și în studii introductive la lucrări precum Istoria Statului Major General. Documente (1859-1947), Misiune dificilă, Istoria gândirii militare. 

## Decorații
Generalul Dumitru Cioflină a fost decorat, ca recunoaștere a rolului său în modernizarea structurilor Armatei Române și în optimizarea relațiilor acesteia cu armatele statelor membre ale NATO, cu mai multe ordine atât românești, cât și străine:
- "Legiunea de Merit în grad de Comandor", acordată de președintele Statelor Unite ale Americii
- Ordinul Național „Serviciul Credincios” în grad de Mare Cruce, acordat de președintele României (2000). Conform Legii nr. 29/2000, art. 52 lit. a, calitatea de membru al acestui ordin a fost pierdută ca urmare a condamnării la pedeapsă privativă de libertate, rămasă definitivă prin hotărâre judecătorească.[7]

## Condamnarea
La data de 20 Mai 2013, Dumitru Cioflină a fost condamnat definitiv și irevocabil pentru implicarea sa într-un transfer ilegal de terenuri între MApN și o persoană privată, iar regimul de detenție al acestuia a fost unul semi-deschis.